# Anturoïdeus
Els anturoïdeus (Anthuroidea) són una superfamilia de crustacis isòpodes, anteriorment tractats com a subordre Anthuridea. El grup es caracteritza per «una forma de cos cilíndrica allargada, sense plaques dorsals coxals, i amb un exopodi uropodal unit al peduncle de manera proximal i dorsal».

## Taxonomia
Hi ha més de 500 espècies descrites en 57 gèneres, distribuïdes en sis famílies:
- Antheluridae Poore & Lew Ton, 1988
- Anthuridae Leach, 1814
- Expanathuridae Poore, 2001
- Hyssuridae Wägele, 1981
- Leptanthuridae Poore, 2001
- Paranthuridae Menzies & Glynn, 1968